# La Gioconda (ópera)
La Gioconda (traducción al español, La Jocunda) es una ópera en cuatro actos con música de Amilcare Ponchielli y libreto en italiano de Arrigo Boito, que lo firmó como «Tobia Gorrio». 

## Historia
El libreto, firmado por Boito con el pseudónimo de Tobia Gorrio, se basa en el drama Angélo, tyran de Padoue (Ángelo, tirano de Padua) de Victor Hugo. Ya Saverio Mercadante había compuesto una ópera sobre este drama, titulada Il giuramento (1837).
Fue estrenada en La Scala de Milán, el 8 de abril de 1876, dirigida por Franco Faccio, el más célebre director de orquesta italiano de aquellos años. Ponchielli, durante las pruebas, se declaró muy satisfecho por los intérpretes, en particular del bajo Maini y del tenor español Julián Gayarre, quien estrenó el papel de Enzo, previendo el éxito de este último en la romanza del segundo acto Cielo e mar!. 
Ponchielli retocó después la ópera y se representó con cambios en el Teatro Rossini de Venecia, el 18 de octubre. Para el estreno en Roma (Teatro Apollo, 24 de enero de 1877, hizo nuevos cambios. Con estas modificaciones (nuevo cambio del final del Acto I, hizo de nuevo la primera parte del dueto entre Enzo y Laura y del finalino  del Acto II, nueva sustitución del aria de Alvise, eliminación de la romanza de Laura y su sustitución con un dueto entre marido y mujer al comienzo del Acto III), la ópera debutó en la que se considera su forma definitiva en el Politeama genovés el 27 de noviembre de 1879 y volvió a La Scala cuatro años después del estreno, el 12 de febrero de 1880, recogiendo un auténtico triunfo. 
En 1883 se estrenó en el Metropolitan Opera con Christina Nilsson y en 1884 durante la temporada del antiguo Teatro Colón (Buenos Aires). Se estima que la versión definitiva es la que se estrenó en Génova en 1879.
Esta ópera se representa poco; en las estadísticas de Operabase aparece la n.º 152 de las óperas representadas en 2005-2010, siendo la 47.ª en Italia y la primera de Ponchielli, con 20 representaciones en el período.

## Análisis musical
Por su suntuosa dramaturgia, espectacularidad, escenas de ballet, coros y efectos, La Gioconda es un producto típico del género francés de la Grand Opéra. Por otro lado, algunos han visto en esta ópera rasgos que anuncian el verismo, y por supuesto una marcada relación con las óperas de Giuseppe Verdi, siendo la más evidente la semejanza entre el personaje de Barnaba y el Iago de Otello.
De ardua ejecución esta ópera requiere seis solistas con partes muy difíciles: soprano, mezzo, contralto, barítono, tenor y bajo. Cada una de estas voces tiene un aria de lucimiento, entre las que destacan Voce di donna, interpretado por la ciega (acto I); O monumento, Barnaba (acto I); Cielo e mar!, Enzo (acto II); Stella del marinar!, Laura (acto II); y la célebre Suicidio, que canta Gioconda en el cuarto acto. Además es muy conocida la parte de ballet llamada Danza de las horas.

## Personajes
| Personaje                                                             | Tesitura     | Reparto del estreno, 8 de abril de 1876 (Director: Franco Faccio) |
| --------------------------------------------------------------------- | ------------ | ----------------------------------------------------------------- |
| Gioconda, una cantante                                                | soprano      | Maddalena Mariani Masi                                            |
| Laura Adorno, una dama genovesa                                       | mezzosoprano | Marietta Biancolini Rodríguez                                     |
| La Cieca, madre de Gioconda                                           | contralto    | Eufemia Barlani Dini                                              |
| Enzo Grimaldo, un príncipe genovés, disfrazado como un marino dálmata | tenor        | Julián Gayarre                                                    |
| Barnaba, espía de la Inquisición                                      | barítono     | Gottardo Aldighieri                                               |
| Alvise Badoero, uno de los líderes de la Inquisición, esposo de Laura | bajo         | Ormondo Maini                                                     |
| Zuàne, un botero compitiendo en la regata                             | bajo         | Giovanni Battista Cornago                                         |
| Isèpo, un escriba                                                     | tenor        | Amedeo Grazzi                                                     |
| Un cantante                                                           | bajo         |                                                                   |
| Un piloto                                                             | bajo         |                                                                   |
| Coro: trabajadores, senadores, sacerdotes, nobles, marineros, niños   |              |                                                                   |

## Argumento
Acto I. La boca del león
Patio del palacio ducal.

La trama se desarrolla en Venecia en el siglo XVII. Enzo Grimaldo, noble genovés desterrado de Venecia, vive disfrazado de marinero. Es el amante de La Gioconda, cantante de baladas, pero él ama a Laura, esposa de Alvise Badoero, gran consejero. Barnaba, un espía que desea a La Gioconda que le rechazó con vehemencia, reconoce a Enzo y lo denuncia al consejo. 
Acto II. El rosario
Cubierta del barco de Enzo.

Enzo y Laura se reencuentran secretamente a bordo de su navío, La Gioconda los encuentra y se enfrenta a ellos pero reconociendo a Laura como aquella que salvó a su madre, La Cieca, una anciana ciega, cuando fue injustamente acusada de brujería por Barnaba, Gioconda les advierte de la llegada próxima de este último para arrestarlos. Laura se escapa y Enzo prende fuego a su nave y se marcha con Gioconda. 
Acto III. La casa de oro
Cuadro I. Habitación del palacio de Alvise.

Alvise, habiendo descubierto la relación entre su mujer y Enzo, la obliga a tomar un veneno, pero Gioconda lo sustituye por un somnífero y se la lleva con ella, donde Enzo debe reencontrarla. 
Cuadro II. Gran salón del palacio.

Aquí se oye una pieza muy conocida de esta ópera, el ballet Danza de las horas. Para salvar a Enzo, Gioconda promete a Barnaba entregarse a él. 
Acto IV. El canal Orfano.
Palacio en ruinas donde vive Gioconda.

Gioconda recibe el cuerpo de Laura. Canta su aria Suicidio! Llega Enzo y Laura se despierta. La pareja se marcha junta. Gioconda toma el veneno que estaba destinado a Laura. Entonces Barnaba llega para cobrar su recompensa, y encuentra a Gioconda agonizante; furioso y en un último gesto de venganza Barnaba le dice al oído que la noche anterior estranguló a su madre La Cieca, pero Gioconda ya ha muerto.

## Discografía
- 1931 - Giannina Arangi-Lombardi, Alessandro Granda, Gaetano Viviani, Ebe Stignani, Corrado Zambelli - Teatro alla Scala, Lorenzo Molajoli - (Naxos)
- 1952 - Maria Callas, Gianni Poggi, Paolo Silveri, Fedora Barbieri, Giulio Neri - RAI Torino, Antonino Votto - (Cetra)
- 1956 - Zinka Milanov, Giuseppe di Stefano, Leonard Warren, Rosalind Elias, Plinio Clabassi - Accademia di Santa Cecilia, Fernando Previtali - (RCA Victor, later Decca/London)
- 1957 - Anita Cerquetti, Mario del Monaco, Ettore Bastianini, Giulietta Simionato, Cesare Siepi - Maggio Musicale Fiorentino, Gianandrea Gavazzeni - (Decca)
- 1959 - Maria Callas, Pier Miranda Ferraro, Piero Cappuccilli, Fiorenza Cossotto, Ivo Vinco - Teatro alla Scala, Antonino Votto - (EMI)
- 1967 - Renata Tebaldi, Carlo Bergonzi, Robert Merrill, Marilyn Horne, Nicola Ghiuselev - Accademia di Santa Cecilia, Lamberto Gardelli - (Decca)
- 1981 - Montserrat Caballé; Luciano Pavarotti; Sherrill Milnes; Agnes Baltsa; Nicolai Ghiaurov, Bruno Bartoletti (Decca Records)

## Film o video
- 1979 - Renata Scotto, Luciano Pavarotti, Stefania Toczyska, Margarita Lilova, Norman Mittelmann, Ferruccio Furlanetto.[3]
- 1986 - Eva Marton, Plácido Domingo, Ludmila Semtschuk, Kurt Rydl, Margarita Lilova, Matteo Manuguerra.[4]
- 1988 - Grace Bumbry (La Gioconda), Fiorenza Cossotto (Laura Adorno), Viorica Cortez (La Cieca), Ermanno Mauro (Enzo Grimaldo), Ivo Vinco (Alvise Badoero), Matteo Manuguerra (Barnaba).[5]
- 2005 - Deborah Voigt (La Gioconda), Elisabetta Fiorillo (Laura Adorno), Ewa Podles (La Cieca), Richard Margison (Enzo Grimaldo), Carlo Colombara (Alvise Badoero), Carlo Guelfi (Barnaba), Danielle Callegari.